# AKK Universitas Split
Akademski košarkaški klub "Universitas" (AKK "Universitas"; "Universitas Split"; "Universitas") je muški košarkaški klub iz Splita, Splitsko-dalmatinska županija, Republika Hrvatska. 
 
U sezoni 2019./20. klub se natjecao u Prvoj muškoj košarkaškoj ligi, ligi drugog stupnja prvenstva Hrvatske. 

## Klupski grb
U izvješćima s utakmica pojavljuje se logotip splitskog sveučilišta kao grb Universitasa.

## O klubu
Klub je osnovan 2008. godine kao projekt "Sveučilišta u Splitu" i "Splitskog sveučilišnog sportskog saveza", te se natjecao na raznim studentskim i sveučilišnim košarkaškim natjecanjima. Pod imenom "Diplomus" se natjecao u "B-1 ligi – Jug". 2016. godine dolazi do suradnje s KK "Split", klub ulazi u "A-2 ligu – Jug", te za klub počinju nastupati juniori i mlađi seniori "Splita" koji su ujedno i studenti na nekom od falkulteta "Sveučilišta u Splitu", te je neformalna "Splitova" rezervna momčad. 
 
Klub od 2017. godine koristi naziv AKK "Universitas" i ulazi u novoformiranu "Prvu mušku košarkašku ligu".
Sjedište kluba je u Livanjskoj 5, a dvorane Ulica slobode 16b – Mala dvorana KK Split. Mrežne stranice kluba su na stranicama KK Split.

## Pregled plasmana po sezonama
| sezona      | rang lige | liga           | poz.     | klubova u ligi | ut       | pob      | por      | koš+     | koš-     | bod      | doigravanje | napomene                                      | izvori   |
| Diplomus    | Diplomus  | Diplomus       | Diplomus | Diplomus       | Diplomus | Diplomus | Diplomus | Diplomus | Diplomus | Diplomus | Diplomus    | Diplomus                                      | Diplomus |
| ----------- | --------- | -------------- | -------- | -------------- | -------- | -------- | -------- | -------- | -------- | -------- | ----------- | --------------------------------------------- | -------- |
| 2016./17.   | II.       | A-2 liga - Jug | 3.       | 10             | 18       | 12       | 6        | 1438     | 1316     | 30       |             |                                               |          |
|             |           |                |          |                |          |          |          |          |          |          |             |                                               |          |
| Universitas |           |                |          |                |          |          |          |          |          |          |             |                                               |          |
| 2017./18.   | II.       | Prva liga      | 3.       | 12             | 22       | 15       | 7        | 1907     | 1775     | 37       |             |                                               |          |
| 2018./19.   | II.       | Prva liga      | 7.       | 12             | 22       | 9        | 13       | 1560     | 1712     | 31       | ne          |                                               |          |
| 2019./20.   | II.       | Prva liga      | 8.       | 12             | 19       | 9        | 10       | 1485     | 1517     | 28       |             | prekinuto i poništeno radi pandemije COVID-19 |          |
|             |           |                |          |                |          |          |          |          |          |          |             |                                               |          |
|             |           |                |          |                |          |          |          |          |          |          |             |                                               |          |

## Unutrašnje poveznice
- KK Split
- Akademski futsal klub Universitas
- Sveučilište u Splitu

## Vanjske poveznice
- eurobasket.com, AKK Universitas Split
- eurobasket.com, KK Diplomus
- scoreboard.com, AKK Universitas
- hks-cbf.hr, Klubovi – Prva muška liga
- sportilus.com, STUDENTSKI KOŠARKAŠKI KLUB DIPLOMUS
- basketball.h, AKK Universitas